# 松嶋尚美
松嶋 尚美（まつしま なほみ、1971年12月2日 - ）は、日本のお笑い芸人、女優、歌手。愛称は「ナホミちゃん」。
2025年8月1日よりデンナーシステムズグループであるステッカーから株式会社ボンドへ移籍。マネジメントは松竹と業務提携している。大阪府東大阪市出身。血液型A型。身長160cm、体重46.3kg。B78 W60 H88 Aカップ。

## 略歴
2013年まで中島知子とともに漫才コンビ『オセロ』として活動していた。コンビ名の『オセロ』は、松嶋と中島の肌の色がそれぞれ白と黒であることからオセロゲームに見立てて命名されたものであり、松嶋は「オセロの白い方」と呼ばれていた。オセロの解散に伴い、現在はピンで活動している。また、ロックバンド 『KILLERS』にボーカルとして参加している。
かつては芸能事務所・松竹芸能に所属していたが2007年9月末に独立し、個人事務所「ステッカー」へ移籍。オセロとしての仕事は松竹芸能を通じて行う。個人事務所「ステッカー」は元松竹芸能東京支社長だった難波規精が代表取締役で松嶋のマネージャーを務めており、松竹芸能の親会社である松竹がマネジメント協力をしている「ステッカー」は笑福亭鶴瓶が所属する「デンナーシステムズ」の関連企業であり、松嶋と鶴瓶は事実上現在も同じ系列の事務所に所属していることになる。
2008年6月にロックバンド「MARSAS SOUND MACHINE（マーサス・サウンド・マシーン）」のボーカル・ヒサダトシヒロと結婚。明治神宮で挙式。
2011年12月から産休に伴い、レギュラー番組への出演を一時休演。12月14日に、予定日より2週間ほど早く第1子となる男児を出産。
2012年4月7日放送分からTBS系列『知っとこ!』がリニューアルし、MCとして復帰。
2013年1月26日の『知っとこ!』の冒頭で第2子の妊娠を公表し、当時既に妊娠5ヶ月目であることを明かした。
2013年6月18日に第2子となる女児を出産。

## 人物

### 喫煙
- 喫煙者であり、1991年から2010年頃までは1日20本程喫煙するヘビースモーカーであり、2011年から2013年頃までは妊娠、出産期間中他によるドクターストップで禁煙したが、2014年以降は喫煙を再開し、2018年に受けた人間ドックの結果、慢性閉塞性肺疾患（COPD）であることが判明し、肺年齢に関しては「74歳」と診断され、医師からは余命13年と宣告された[12]。
- 2021年11月17日に開催された「11月17日世界COPDデー メディアセミナー」に出演し、同イベントにて極度なヘビースモーカーで1日40本程度吸っていた時期があったが、現在は1日10本程度（ノーマルスモーカー）に減らしていることを明かした[13]。

### 性格
- 重度の天然ボケであり[注 2]、「きらきらアフロ」内での発言や言い間違いを集めた単行本「松嶋裁判」が出版されている。その一方、世論には真面目に接することもある[15]が、やはりずれた発言をすることもある[16]。

### 思想・信条
- 「牛乳は体に毒」という説を支持しており、自分の子供には一切与えない[17]。

### 家族・親族
- 夫とは結婚前提に交際していたが、マネージャーに「結婚するのか?」と聞かれた際に、互いに結婚願望が強いわけではなかったため「子供が出来たら結婚しよう」と話している事を惚気ながら話したところ、マネージャーに「パンクバンドだか、お笑い芸人だか知らんけどな、順番ぐらいちゃんとせぇ」と呆れられ、「ごもっともや」と納得し、2008年に入籍。
- 物心つく前に両親が離婚しており、父親という存在をしばらく知らなかった。小学生の時に友達の家に泊まりに行き、そこの父親を見て「知らんおっさんが一緒にご飯食べてる」と内心大爆笑していたが、のちに「あれお父さんだよ」と言われて初めて父親という認識が生まれた。また、父のことを話してこなかったが2023年になって「2歳、3歳の時に父が亡くなり灰となって自宅に帰ってきた」と話した。[要出典]
- 従兄の松嶋晃は元東大阪市市議会議員、部落解放同盟大阪府連合会蛇草支部特別執行委員、東大阪食肉連合会顧問、東大阪市人権長瀬地域協議会相談役[18]。

### エピソード
- 名前の読みが特殊であり、「なおみ」ではなく、「なほみ」である。元相方の中島は「なおみちゃん」と呼んでいるが、NTTドコモのCMでは「なほみちゃん」と呼んでいる。命名は淡嶋神社。5年間子宝に恵まれず、（尚美の）母親が参拝して誕生したため、命名も当神社に依頼した。
- 好きになった人や動物が不幸になるというジンクスがある[19]。
  - 「尾崎豊が好きなんですよ」と公言した1か月後に尾崎豊さん死亡。
  - 「ヒステリックブルーというミュージシャンがめっちゃ来てますよねぇ」と言った後に事件が起きて、ほぼ解散状態。
  - ジャニーズの光GENJIの後にヘイケというグループに会いたくて松竹芸能に入ったが、ヘイケは芽が出ず解散。
  - はじめて競馬に興味を持ち、天皇賞秋でサイレンススズカの単勝を1万円買ったが、レース中の骨折により安楽死となった。

## 出演
※ オセロとしての出演はオセロを参照。

### バラエティ

#### 現在のレギュラー
- プチブランチ内キニナルチョイス（2023年1月4日 - 、TBS） - MC
  - ひるおびショッピング キニナルチョイス（2023年4月3日 - 、TBS） - MC
  - もっとキニナルチョイス（2023年7月7日 - 、TBS） - MC

#### 過去のレギュラー
- きらきらアフロ（2001年4月6日 - 2024年9月26日、テレビ大阪）
- グータン（2004年4月3日 - 2005年3月26日、関西テレビ）
- この顔にピン!ときたら指名手配（2004年10月6日 - 2005年3月30日、テレビ朝日）
- イカロスの翼（関西テレビ）
- むちのち!（MBS）
- 三竹占い（2005年4月6日 - 2006年9月28日、テレビ朝日）
- A（エー）（2005年4月17日 - 6月26日、日本テレビ）
- 女優魂（2005年7月12日 - 2006年9月26日、中京テレビ）
- タモリのジャポニカロゴス（2005年10月11日 - 2008年9月9日、フジテレビ）
- 井の中のカワズ君（2005年10月18日 - 2006年3月22日、フジテレビ）
- くるくるドカン〜新しい波を探して〜（2006年4月8日 - 2006年9月30日、フジテレビ）
- 三竹天狗（2006年10月4日 - 2007年3月28日、テレビ朝日）
- 脳内エステ IQサプリ（不定期出演、フジテレビ）
- カワズ君の検索生活（2006年10月14日 - 2007年3月24日、フジテレビ）
- グータンヌーボ（2008年4月9日 - 2012年3月21日、関西テレビ）
- ぐるぐるナインティナイン（日本テレビ）※「かぶっちゃヤーYO!」コーナーに出演。
- 松嶋×町山 未公開映画を観るTV（2009年4月5日 - TOKYO MX）
- うわさ体感バラエティ くちこみっ（2010年4月6日 - 9月14日、フジテレビ）
- ギブアップ嬢（2010年10月12日 - 2011年3月29日、日本テレビ）
- スター☆ドラフト会議（2011年4月12日 - 2013年3月5日、日本テレビ）
- 世紀のワイドショー!ザ・今夜はヒストリー（2011年4月18日 - 9月19日・2012年5月2日 - 8月29日、TBS）
- 口出しゴメン!セキララ☆小町/セキララ☆新発見 ものしりティーチャー（2013年1月14日 - 9月16日/2013年10月23日 - 2014年3月10日、関西テレビ）
  - 口出しゴメン!セキララ☆小町 PREmium（2012年12月22日、関西テレビ）
- 世界の果てまでイッテQ!（日本テレビ）
- 知っとこ!（2012年4月7日 - 2015年3月28日、MBS）
- 世界の日本人妻は見た!（2013年4月16日 - 2017年9月19日、MBS）
- ナンカゲツマチ（2015年11月30日 - 12月22日、テレビ東京）
- スッキリ!!（2015年3月31日 - 2018年3月29日、日本テレビ） - 木曜ゲストコメンテーター[20][21]
- トコトン掘り下げ隊!生き物にサンキュー!!（2014年5月7日 - 2018年9月19日、TBS）
- ぴったんこカン・カン（TBS）※準レギュラー
- 助けて!きわめびと（2015年4月4日 - 2019年3月16日、NHK総合テレビ） - 司会
- バイキング→バイキングMORE（2016年4月6日 - 2022年3月31日、フジテレビ） - 水曜レギュラー→ 木曜レギュラー

### 映画
- 女殺油地獄 （1992年） - 飴売り 役
- プチ美人とお金(2004年、NETCINEMA.TV)
- シナリオライター松本マリコの課題 （2005年） - 松本マリコ 役

### ドラマ
- 金曜エンタテイメント 京都祇園入り婿刑事事件簿2（1997年、フジテレビ） - ホステス 役
- なっちゃん家 第6話「なっちゃん家のへそのお」（1998年11月07日、テレビ朝日）
- ナースマン（2002年、日本テレビ） - 亀田由紀子 役
- 松本清張スペシャル・事故（2002年、日本テレビ） - 赤い傘の女 役
- よい子の味方 〜新米保育士物語〜（2003年、日本テレビ） - 田中りえ 役
- たったひとつのたからもの（2004年、日本テレビ） - 田島先生 役
- 河井継之助 駆け抜けた蒼龍（2005年、日本テレビ） - いね 役
- NHK大河ドラマ 義経（2005年、NHK） - 亀の前 役
- 花嫁は厄年ッ!（2006年、TBS） - 本村希美 役
- 猟奇的な彼女（2008年、TBS） - 祐天寺柚子 役
- アベレイジ2（2008年、フジテレビ）

### ラジオ
- セブン-イレブン Boon Boon Sunday（2015年10月 -2015年12月、TOKYO FM） [22]

### CM
- ケンミン食品 カップ焼きビーフン、汁ビーフン（2004年）
- HAIR&MAKE EARTH（2007年）
- ライオン「メディッシュ」（2008年）
- セントラルファイナンス
- サントリーフーズ「C.C.レモン」（2009年）
- 任天堂「New スーパーマリオブラザーズ Wii」（2009年）
- 日本製紙クレシア「ポイズ」（2013年）

### アニメ
- サイバーシックス - ホセ役[23]
- スティッチ! 〜いたずらエイリアンの大冒険〜（2009年10月20日、テレビ朝日） - プリークリーのママ役

## 連載
- 『NYLON JAPAN』（トランスメディア） WWD BEAUTY - 2006年8月号から

## 写真集
- color “いろ”の魔法（2005年11月10日発売）

## 単行本
- 松嶋裁判（2009年10月17日発売、ワニブックス）